# Ventosaterapia

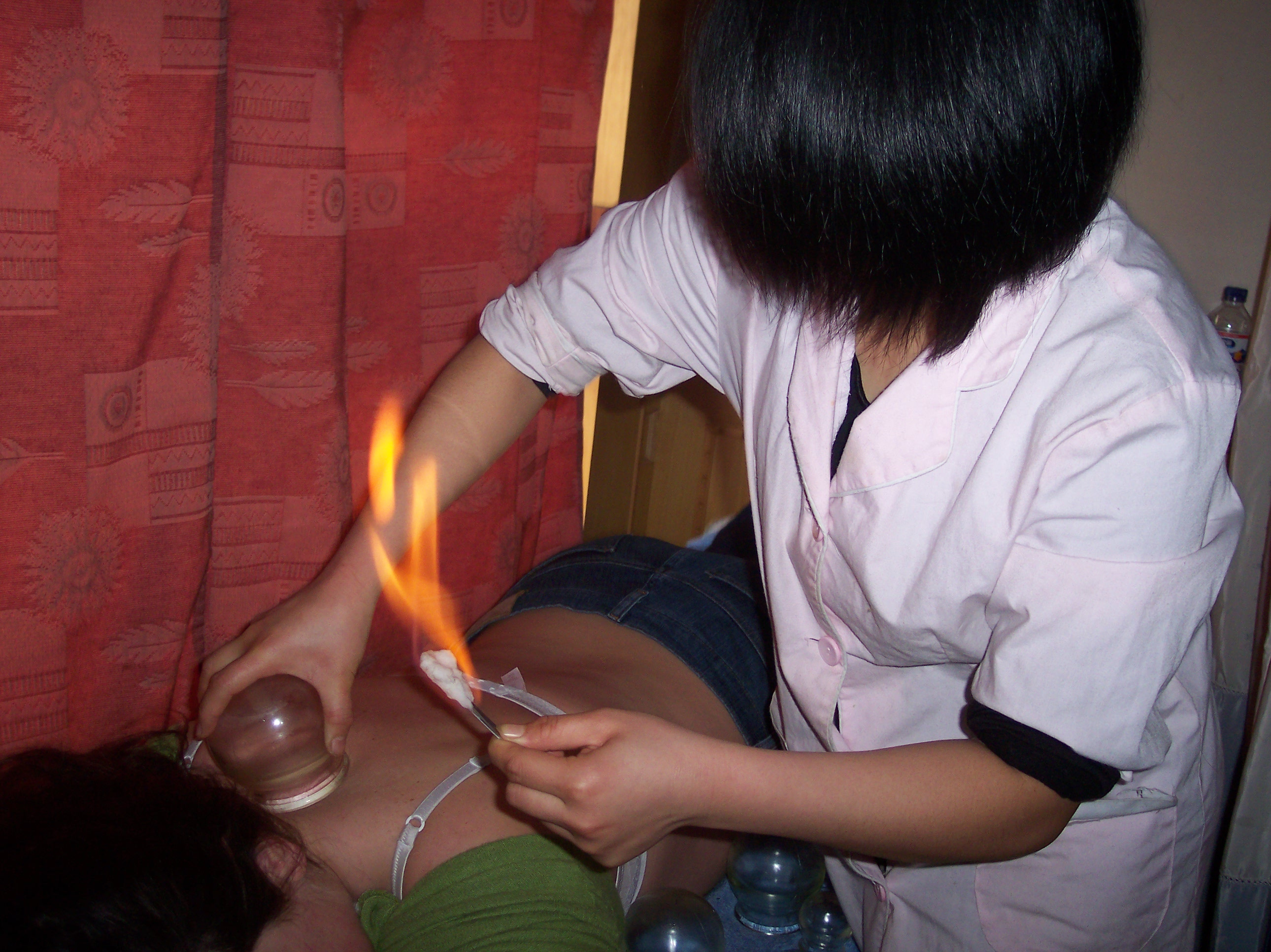
Um paciente recebendo ventosaterapia com fogo

Ventosaterapia (representada em chinês pelo ideograma 拔罐) é uma forma de medicina alternativa no qual é feita uma sucção na pele através de ventosas. Sua prática ocorre principalmente na Ásia, mas também na Europa Oriental, Oriente Médio e América Latina. A prática se baseia em crendices populares e é considerada uma pseudociência por carecer de evidências científicas válidas sobre sua eficácia.
Os praticantes alegam que a ventosaterapia pode tratar uma ampla variedade de condições médicas, mas não há evidências suficientes de que ela traga benefícios à saúde e em alguns casos pode ser nociva para o paciente, causando queimaduras e irritação da pele.

## Eficácia
No livro Trick or Treatment (Truque ou tratamento), Simon Singh e Edzard Ernst escreveram que não existe nenhuma evidência de quaisquer efeitos benéficos da ventosaterapia para qualquer condição médica.
A ventosaterapia é muito utilizada como alternativa de tratamento para o câncer. No entanto, a American Cancer Society (Sociedade Americana de Câncer) informa que "a evidência científica disponível não suporta afirmações de que ventosaterapia tem quaisquer benefícios para a saúde", e também que o tratamento apresenta um pequeno risco de queimaduras.
Não há evidências de que a ventosaterapia funcione melhor do que um placebo.

## História

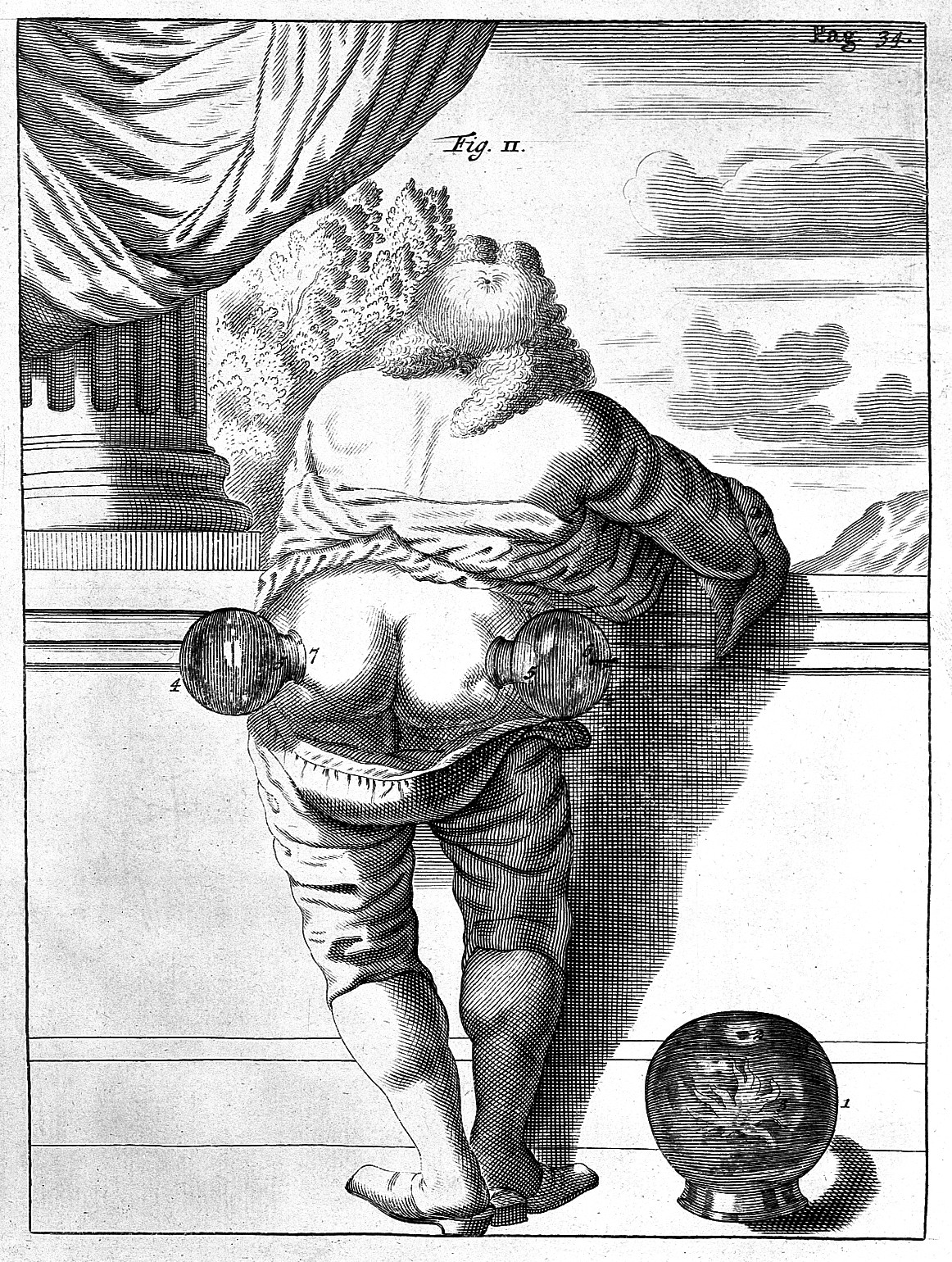
Ilustração do livro Exercitationes practicae de 1694, mostra um homem recebendo ventosaterapia nas nádegas

A origem da ventosaterapia é desconhecida. A medicina tradicional iraniana usa práticas de hijama, com a crença de que a ventosaterapia com escarificação pode eliminar tecido cicatricial, enquanto que sem a escarificação, a prática teria uma função purificadora através dos órgãos.
A ventosaterapia foi usada Grécia antiga por Hippocrates (c. 460) para doenças variadas, e por médicos da Roma antiga como forma de sangria. O método foi recomendado pelo profeta islâmico Maomé e, a partir disso, foi bastante praticado por médicos muçulmanos que seguiram desenvolvendo o método. Com a expansão islâmica, este método em suas variadas formas foi difundido na Ásia e Europa. Na China, o uso mais antigo da ventosaterapia que se tem registro é do alquimista e curandeiro taoísta Ge Hong (281–341 AD). A ventosaterapia também é mencionada no livro de Maimonides sobre saúde e era usada em comunidades judaicas do leste europeu. William Osler recomendava seu uso para tratar pneumonia e mielite aguda no início do século XX.
Desde os anos de 1950, é uma das modalidades de medicina tradicional chinesa praticada em hospitais da China.

## Prática
Os copos redondos de vidro são aquecidos internamente com fogo, que expande o ar aí existente. Após aplicação numa área da pele, o ar aquecido começa a arrefecer e forma-se um vácuo parcial no seu interior. A diferença de pressão entre o ar interior e o exterior acaba por gerar uma força de sucção.[carece de fontes?]
Os copos são aplicados imediatamente após o aquecimento em áreas especificas da pele, principalmente nas costas.[carece de fontes?]
Seus praticantes alegam que seu uso é indicado para tratar diversos problemas de saúde, incluindo dores, gastrite, artrite, lombalgia, resfriados e gripe.[carece de fontes?]

## Galeria

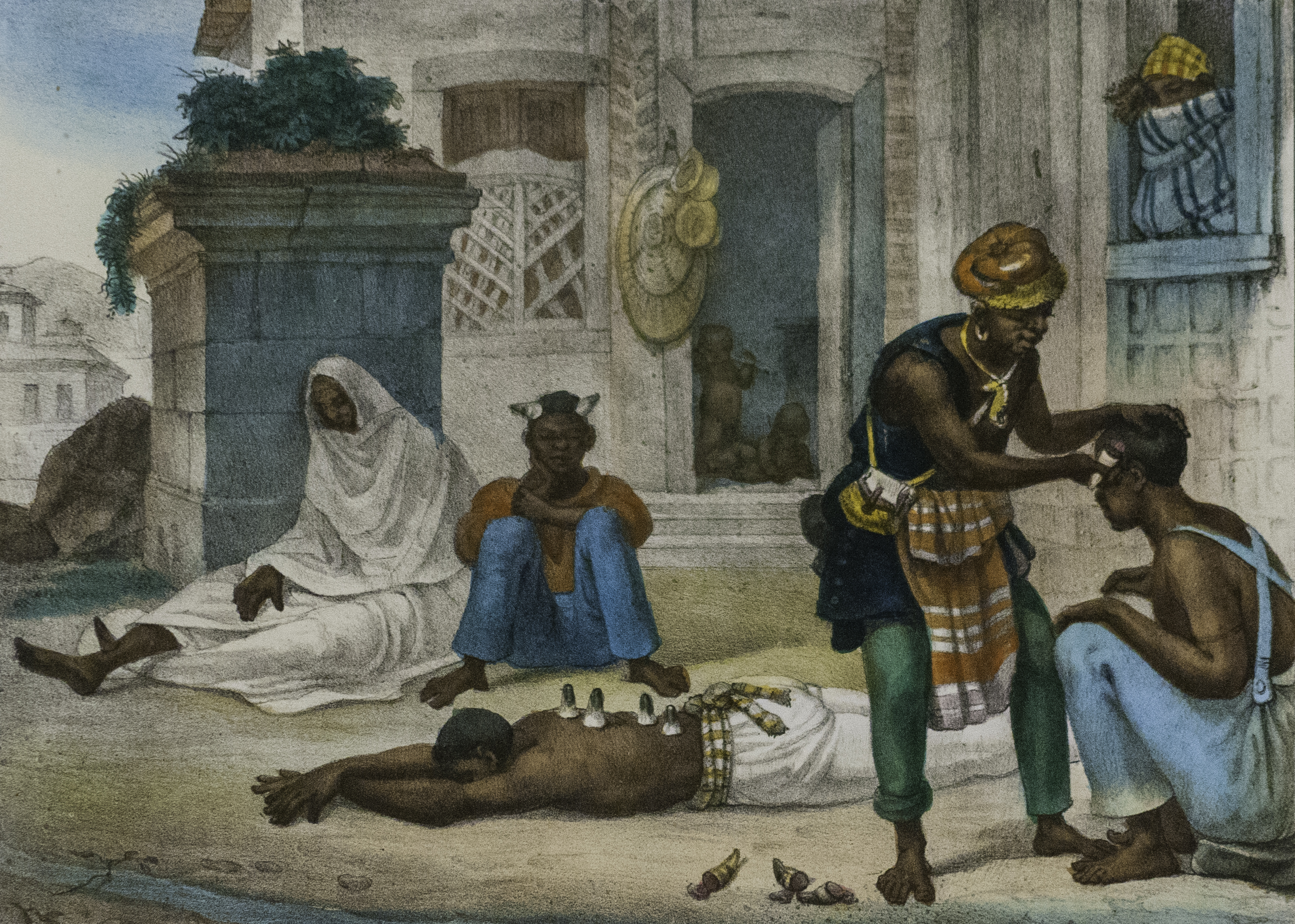
Aplicação de ventosas no Brasil Império (Debret, 1826)
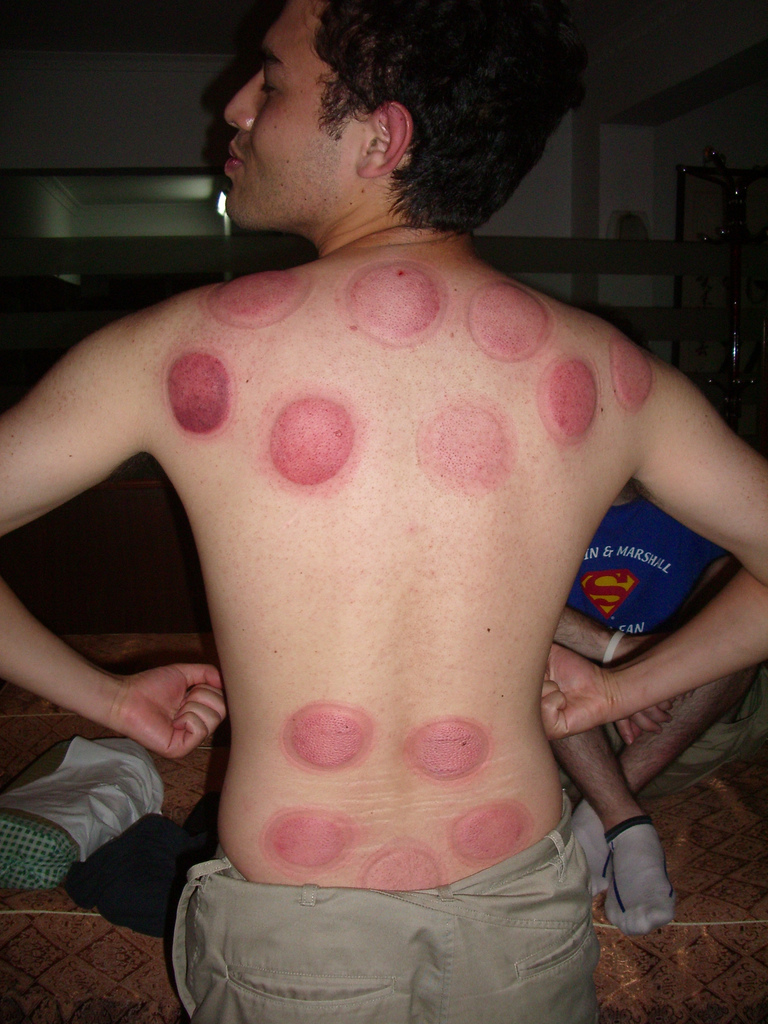
Resultado de uma sessão de ventosaterapia
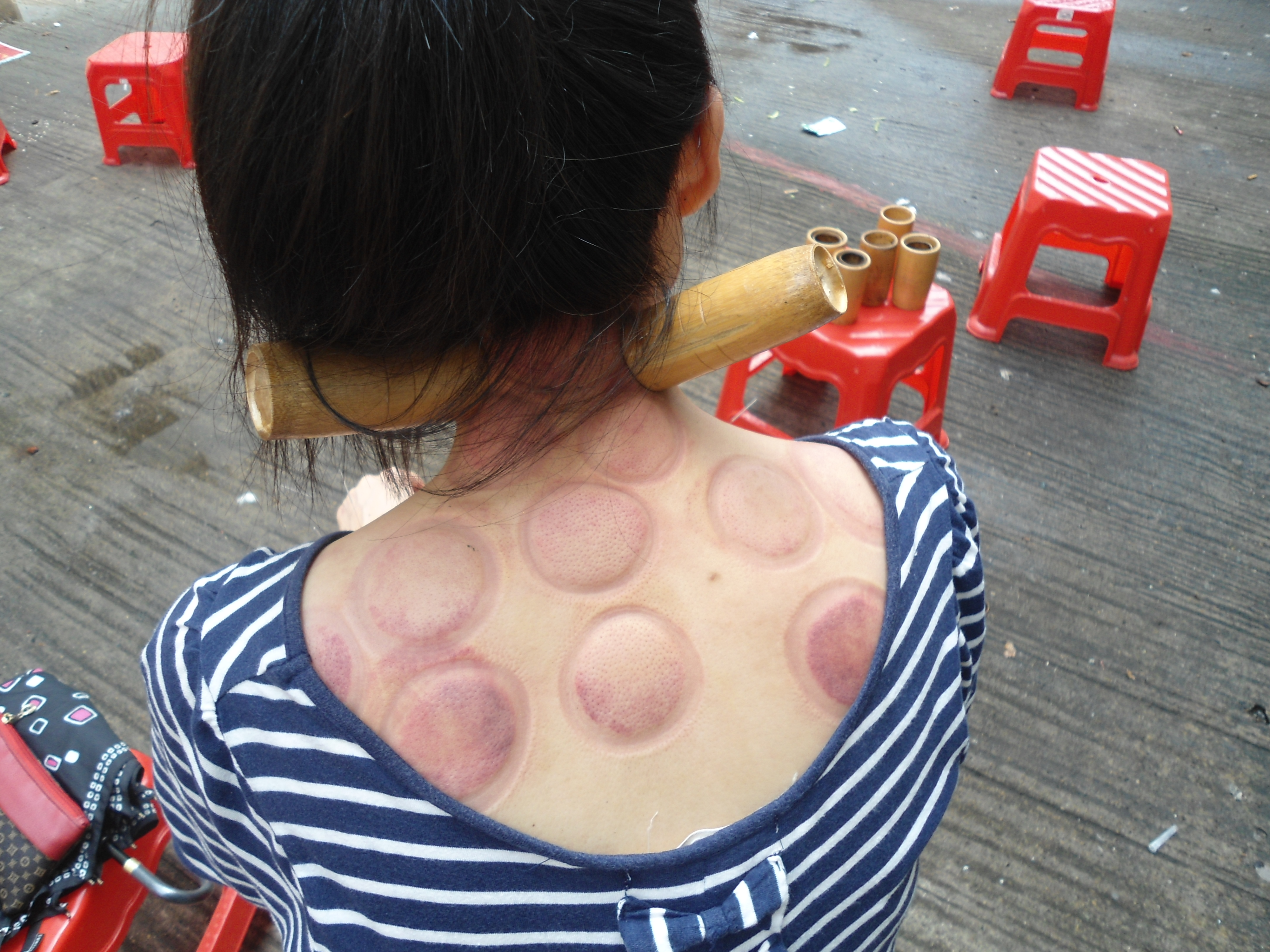
Ventosaterapia nas ruas de Haikou, China
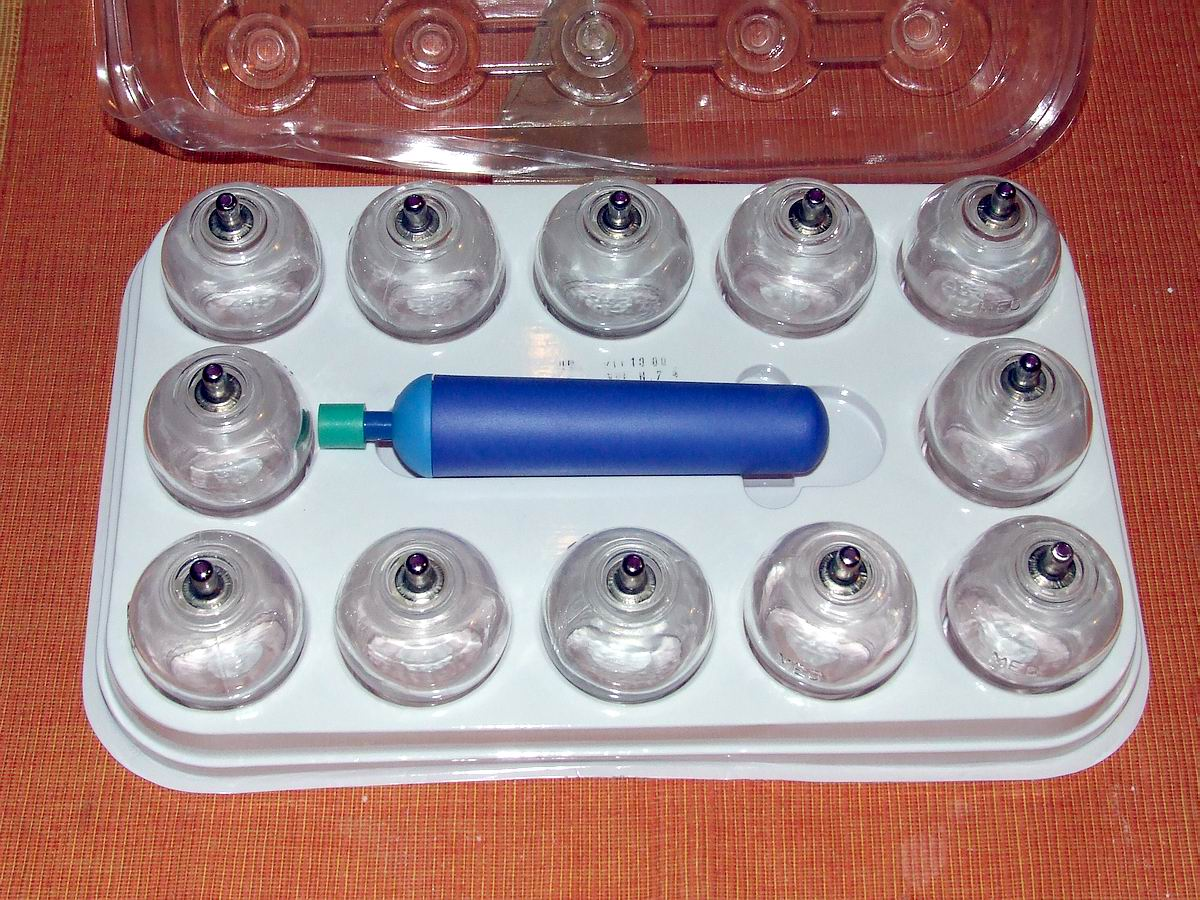
Estojo de ventosas